# John Michael McDonagh
John Michael McDonagh (* 1967, Londýn) je scenárista a filmový režisér s britskou a irskou národností. Napsal a režíroval filmy Pomáhat a chránit (angl. The Guard, 2011) a Kalvárie (angl. Calvary, 2014) a byl nominován na cenu BAFTA. Je starším bratrem dramatika a filmaře Martina McDonagha.

## Život
J. M. McDonagh do světa psaní a režie poprvé pronikl v roce 2000 svým krátkým filmem The Second Death. Dále pak napsal scénář k filmu Ned Kelly (2003), který režíroval Gregor Jordan, adaptací románu Roberta Drewa Our Sunshine (1991). V roce 2011 na sebe McDonagh upoutal pozornost svým režisérským debutem u filmu Pomáhat a Chránit s Brendanem Gleesonem a Donem Cheadlem v hlavních rolích. Film sklidil uznání kritiků, získal pozitivní hodnocení (95 %) na známém webu Rotten Tomatoes a stal se finančně nejúspěšnějším nezávislým irským filmem všech dob. McDonagh získal několik vyznamenání, mimo jiné nominaci na cenu BAFTA za nejlepší originální scénář. V roce 2014 McDonagh natočil film Kalvárie, černé irské drama o knězi (v hlavní roli opět Brendan Gleeson) sužovaném tamní komunitou. V roce 2016 se McDonaugh vrátil k žánru krimikomedie filmem Proti všem (angl. War on Everyone), ve kterém hrají Alexander Skarsgård a Michael Peña duo nenapravitelných policejních detektivů .

### Filmografie
- Ned Kelly (2003) – scénář
- Pomáhat a chránit (2011) – scénář/režie
- Kalvárie (2014) – scénář/režie
- Proti všem (2016) – scénář/režie

### Projekty do budoucna
V rozhovoru pro časopis The Hollywood Reporter se McDonagh zmínil, že pracuje na adaptaci knihy Assumption (Percival Everett) o černošském zástupci šerifa v Novém Mexiku. V roce 2014 oznámil, že pokračování Kalvárie bude titul The Lame Shall Enter First, jeho třetí spolupráce s Brendanem Gleesonem. Film se bude odehrávat v Londýně a bude pojednávat o ochrnutém bývalém policistovi, který si vypěstoval nenávist vůči nepostiženým lidem a který se zamotá do případu vyšetřování vraždy svého kamaráda. McDonagh prohlásil, že se bude jednat o poslední díl trilogie a bude spojením Pomáhat a chránit a Kalvárie. V roce 2011 McDonagh projednával vývoj dalších projektů. Jedním z nich byl Proti všem, který měl svoji premiéru roku 2016 na Berlínském filmovém festivalu. Dalším projektem byl The Bonnot Gang, dobový gangsterský film na motivy skutečného příběhu o skupině francouzských anarchistických bankovních lupičů působících před první světovou válkou. McDonagh tento film popsal jako něco mezi Divokou bandou (angl. The Wild Bunch) a Samurajem (fr. Le Samouraï). V poslední řadě také zmínil projekt Chaos Inc, televizní seriál o buddhistickém soukromém vyšetřovateli sídlícím v Las Vegas.